# Burgh Le Marsh
Burgh Le Marsh – miasto w Anglii, w hrabstwie Lincolnshire, w dystrykcie East Lindsey. Leży 53 km na wschód od Lincoln i 186 km na północ od Londynu. 
Miasto liczy 2016 mieszkańców.